# Quéant
Quéant é uma comuna francesa na região administrativa de Altos da França, no departamento de Pas-de-Calais. Estende-se por uma área de 9,02 km². Em 2010 a comuna tinha 661 habitantes (densidade: 73,3 hab./km²).